# Bidou II
Pour les articles homonymes, voir Bidou.
Bidou II est un village, chefferie de 3e degré du groupement Mabi (Sud) de la commune de Lokoundjé situé dans la région du Sud et le département de l'Océan au Cameroun.

## Géographie
Il se trouve à 16 km de Kribi sur la route nationale 17 qui lie Kribi à Akom II.

## Population
En 1966, la population était de 157 habitants. Lors du recensement de 2005, le village comptait 143 habitants dont 83 hommes et 60 femmes, principalement des Mabéa.

## Économie
Le village et ses environs abritent des sites industriels, scierie de l'exploitant forestier néerlandais GWZ (Gerard Wijima et Zonen), usine de traitement de la plantation de palmier à huile Socapalm fondée en 1978.